# Инглунд, Роберт
Ро́берт Ба́ртон И́нглунд (англ. Robert Barton Englund; род. 6 июня 1947; Глендейл, Калифорния, США) — американский актёр, чьей самой известной ролью является роль вымышленного серийного убийцы Фредди Крюгера в серии фильмов ужасов «Кошмар на улице Вязов». Получил номинацию на премию «Сатурн» за исполнение ролей в фильмах этой серии в 1987 и 1988 годах. В 2001 году получил эту премию за достижения в карьере.
Роберт Инглунд — актёр классической школы.

## Биография
Роберт Инглунд родился в семье домохозяйки Дженис МакДональд и инженера-авиатора Кента Инглунда, участвовавшего в разработке самолета-разведчика НАТО Lockheed U-2. У него шведские корни, но он плохо говорит по-шведски.
Фамилия актёра — шведская, поэтому на русский язык она транскрибируется как Энглунд, однако сам себя актёр называет именно Роберт Инглунд.
Актёрскому мастерству Роберт Инглунд начал учиться в 12 лет, затем посещал курсы драмы в Оклендском и Калифорнийском университетах, занимался в Мичиганской академии драматического искусства и в Нью-Йоркском отделении Королевской академии драматического искусства в Рочестере.

## Карьера

### Начальный этап
Желая получить свою первую роль в кино, Инглунд проходил пробы на роль Хана Соло в «Звёздных войнах», где его друг Марк Хэмилл получил роль Люка Скайуокера. Дебют в кино состоялся в картине «Съеденные заживо». Затем он появился в роли Рейнджера в «Галактическом терроре» 1981 года, продюсерском проекте Роджера Кормана. С тех пор актёр снялся более, чем в ста фильмах и телесериалах — частым образом в его ролях были «нерды» и «реднеки». Широкую известность актёр получил, сыграв пришельца Вилли, невинного инопланетянина из мини-сериала 1983 года «V» и его сиквелах «V: Последняя битва» 1984 года и «V: Телесериал» — в последнем проекте актёр входил в основной состав.

### Кошмары на улице Вязов
После того, как актёр переиграл целую череду злодеев, режиссёр Уэс Крейвен пригласил его на главную роль в своем новом фильме. Эта роль прославила Роберта Инглунда, и, в то же время, сделала его неузнаваемым под сложным гримом — речь идет о знаменитом маньяке по имени Фредди Крюгер из «Кошмара на улице Вязов». Франшиза стала настолько успешной, что в итоге в период с 1984 по 2003 года было снято восемь фильмов с Инглундом в главной роли — последним фильмом с участием Инглунда стал кроссовер «Фредди против Джейсона». Кроме того, с 1988 по 1990 года Инглунд снимался в роли Крюгера и на телевидении — за два года было отснято 44 эпизода телесериала-антологии «Кошмары Фредди», в котором маньяку отводилась роль своеобразного ведущего, появлявшегося в начале и конце каждого эпизода; в некоторых историях Крюгер становился важной частью сюжета или повествование полностью концентрировалось на этом персонаже. В седьмой части «Кошмаров» Инглунд помимо Фредди сыграл также и себя самого.
Вместе с Дагом Брэдли (исполнителем роли Пинхеда в фильмах «Восставший из Ада») Инглунд единственный актёр, появившийся в одной роли в восьми фильмах ужасов. Сам Инглунд неоднократно говорил, что был очень рад роли после того, как его долгое время ассоциировали исключительно с положительными персонажами. Этот образ маньяка противоречит характеру актёра, о котором все коллеги в один голос говорят, что он один из самых приятных и добрых людей. Это же подтверждают и гримёры — он был так дружелюбен и разговорчив, что это осложняло процесс наложения грима.

### Поздние работы
Исполнение такой яркой злодейской роли принесло актёру титул звезды ужасов и помогло получить роли в других известных хоррор-постановках. В 1989 году Инглунд сыграл в фильме «Призрак Оперы» — хоррор-адаптации одноименного романа Гастона Леру, где актёру досталась титульная роль. После того, как в 1994 году на экраны выходит «Новый кошмар Уэса Крейвена», во франшизе о маньяке Крюгере наступает семилетний перерыв вплоть до релиза последней картины серии с Инглундом в главной роли — «Фредди против Джейсона» в 2003. За это время Инглунд успевает сняться в других известных фильмах ужасов — экранизации рассказа Стивена Кинга «Давилка» (1995), продюсерском проекте Уэса Крэйвена «Исполнитель желаний» (1997), в представителе новой волны молодёжных слэшеров, триллере «Городские легенды» (1998) на основе известных американских страшилок о маньяках и монстрах, эпизоде телесериала-антологии «Мастера ужасов» под названием «Танец мёртвых» (2005), а также в ужастик с элементами чёрной комедии «2001 маньяк» (2005). Чередуя роли в ужастиках и других проектах, Инглунд появляется в известных телесериалах в качестве приглашённой звезды — актёра можно увидеть в таких шоу, как «Вавилон-5», «Крутой Уокер: правосудие по-техасски», «Женаты… с детьми» и «Зачарованные».

### Современный период
В 2009 году актёр появился в интернет-сериале «Клиника страха», снявшись в пяти эпизодах в роли доктора Андавера. В интервью для Тодда Соколова с ресурса «Forces Of Geek» Инглунд отметил, что был бы рад вновь сыграть Вилли в новой версии «V» на канале ABC, но сериал был отменён прежде, чем дело дошло до переговоров с продюсерами.
В январе 2010 года стало известно, что Инглунд снимется в картине «Стренджленд 2: Апостол», сиквеле фильма Ди Снайдера, но проект так и не состоялся. Актёр появился в эпизоде «Slasher» телесериала «Кости» — он сыграл чудаковатого охранника старшей школы Тэмперанс Бреннан. Инглунд появился в качестве приглашённой звезды на церемонии «Streamy Awards» 2010 года и калифорнийском фестивале «Weekend Of Horrors», проходившем 8 октября 2010 года. В мае Инглунд появился на фестивале «Creation Entertainment Weekend Of Horrors». Тогда же получил роль в триллере «Инкуб». Кроме того, в конце 2000-х актёр снялся в сериалах «Чак», «Сверхъестественное» и «Мыслить как преступник».
Актёр сыграл самого себя в дополнении «Расширение» (англ. Escalation) в режиме борьбы с зомби на карте «Зов мертвецов» (англ. Call Of The Dead) для игры «Call of Duty: Black Ops», в котором является одним из главных героев. Появился в эпизоде сериала «Гавайи 5.0» — тематическом Хэллоуин-эпизоде, и снялся для «Channel 4» в специальной программе «Come Dine With Me» на Хэллоуин в 2012 году.

## Личная жизнь
Инглунд был женат два раза, но не имеет детей. Первая жена — Элизабет Гарднер (состояли в браке с 1968 по 1986). Затем он стал встречаться с актрисой Роксан Роджерс с 1986 по 1988. Роджерс снялась в небольшой роли в его режиссёрском дебюте, картине «Телефон дьявола». Его вторая и нынешняя жена — Нэнси Бут Инглунд, мастер по гриму и реквизиту. Роберт называет Нэнси «любовью всей своей жизни» — они в браке с 1988 года. Музыкант Сэнди Роджерс и актёр Сэм Шепард — бывшие шурины актёра.

## Фильмография

### Кино
| Год  | Название                                   | В оригинале                                   | Роль                                       | Примечания           |
| ---- | ------------------------------------------ | --------------------------------------------- | ------------------------------------------ | -------------------- |
| 1974 | Бастер и Билли                             | Buster & Billie                               | Уайти                                      |                      |
| 1975 | Грязное дело                               | Hustle                                        | Человек с оружием                          |                      |
| 1976 | Звезда родилась                            | A Star Is Born                                | Марти                                      | в титрах не указан   |
| 1976 | Оставайся голодным                         | Stay Hungry                                   | Франклин                                   |                      |
| 1976 | Сент Айвз                                  | St. Ives                                      | Гангстер № 1                               |                      |
| 1977 | Последний из ковбоев                       | The Last Of The Cowboys                       | Бибо Крозьер                               |                      |
| 1977 | Смертельная ловушка                        | Eaten Alive                                   | Бак                                        |                      |
| 1978 | Большая среда                              | Big Wednesday                                 | голос за кадром; общий друг главных героев |                      |
| 1978 | Пятый этаж                                 | The Fifth Floor                               | Бенни                                      |                      |
| 1978 | Братья по крови                            | Bloodbrothers                                 | Мотт                                       |                      |
| 1981 | Галактический террор                       | Galaxy Of Terror                              | Ренджер                                    |                      |
| 1981 | Похоронены и мертвы                        | Dead & Buried                                 | Гарри                                      |                      |
| 1984 | Кошмар на улице Вязов                      | A Nightmare On Elm Street                     | Фредди Крюгер                              |                      |
| 1985 | Кошмар на улице Вязов 2: Месть Фредди      | A Nightmare On Elm Street 2: Freddy’s Revenge | Фредди Крюгер                              |                      |
| 1987 | Кошмар на улице Вязов 3: Воины сна         | A Nightmare on Elm Street 3: Dream Warriors   | Фредди Крюгер                              |                      |
| 1988 | Кошмар на улице Вязов 4: Повелитель сна    | A Nightmare on Elm Street 4: The Dream Master | Фредди Крюгер                              |                      |
| 1989 | Кошмар на улице Вязов 5: Дитя сна          | A Nightmare on Elm Street: The Dream Child    | Фредди Крюгер                              |                      |
| 1989 | Призрак Оперы                              | The Phantom Of The Opera                      | Эрик Дэстлер / Призрак Оперы               |                      |
| 1990 | Приключения Форда Фэрлейна                 | The Adventures Of Ford Fairlane               | Смайли                                     |                      |
| 1991 | Пляска смерти                              | Dance Macabre                                 | Энтони Вейгер / Мадам Горденко             |                      |
| 1991 | Фредди мёртв. Последний кошмар             | Freddy’s Dead: The Final Nightmare            | Фредди Крюгер                              |                      |
| 1993 | Ночные кошмары                             | Night Terrors                                 | Маркиз де Сад / Поль Шевалье               |                      |
| 1994 | Давилка                                    | The Mangler                                   | Уильям Гартли                              |                      |
| 1994 | Кошмар на улице Вязов 7: Новый кошмар      | Wes Craven’s New Nightmare                    | Фредди Крюгер / играет самого себя         |                      |
| 1996 | Войны вампиров                             | The Vampyre Wars                              | н/д                                        |                      |
| 1996 | Язык-убийца                                | La Lengua Asesina                             | Главный тюремщик                           |                      |
| 1997 | Бумажная бригада (Гюнтер и газетная мафия) | The Paper Brigade                             | Сумасшедший бондарь                        | сразу на видео       |
| 1997 | Исполнитель желаний                        | Wishmaster                                    | Реймонд Бомонт                             |                      |
| 1997 | Космический поиск 2                        | Starquest II                                  | Отец О’Нилл                                |                      |
| 1997 | Главная мишень                             | Perfect Target                                | Полковник Шейквелл                         |                      |
| 1998 | Встречайте Дидлов                          | Meet The Deedles                              | Немо                                       |                      |
| 1998 | Городские легенды                          | Urban Legend                                  | Профессор Уильям Векслер                   |                      |
| 1998 | Стрейнджлэнд                               | Strangeland                                   | Джексон Рот                                |                      |
| 1999 | Принц и сёрфер                             | The Prince & The Surfer                       | Кратский                                   |                      |
| 2002 | Холодный пот                               | Cold Sweat                                    | Старринг                                   |                      |
| 2002 | Чтоб ты сдох!                              | Wish You Were Dead                            | Берни Гарсес                               |                      |
| 2003 | Никто ничего не знает                      | Nobody Knows Anything!                        | Джек Сэмпсон                               |                      |
| 2003 | Ураган                                     | Windfall                                      | Скрэтч                                     |                      |
| 2003 | Фредди против Джейсона                     | Freddy Vs. Jason                              | Фредди Крюгер                              |                      |
| 2005 | 2001 маньяк                                | 2001 Maniacs                                  | Мэр Бакман                                 |                      |
| 2006 | Смертоубийца                               | Heartstopper                                  | Шериф Бергер                               |                      |
| 2006 | Топор                                      | Hatchet                                       | Самсон                                     |                      |
| 2007 | Джек Брукс                                 | Jack Brooks: Monster Slayer                   | Профессор Гордон                           |                      |
| 2008 | Рыжий                                      | Red                                           | Уилли Даст                                 |                      |
| 2008 | Зомби-стриптизёрши                         | Zombie Strippers!                             | Йен                                        |                      |
| 2011 | Инкубус                                    | Incubus                                       | Демон-инкубус                              |                      |
| 2012 | Стриптизёрши против оборотней              | Strippers vs. Werewolves                      | Тэппер                                     |                      |
| 2012 | Зомби-мутанты                              | Zombie Mutation                               | Человек из снов                            |                      |
| 2013 | Санаторий                                  | Sanitarium                                    | Сэм                                        |                      |
| 2014 | Клиника страха                             | Fear Clinic                                   | Доктор Андовер                             |                      |
| 2014 | Кантемир                                   | Kantemir                                      | Джон                                       |                      |
| 2015 | Озеро страха: Анаконда                     | Lake Placid vs. Anaconda                      | Джим Бикерман                              |                      |
| 2015 | Резня в парке аттракционов                 | The Funhouse Massacre                         | Уорден Кейн                                |                      |
| 2017 | Полуночный человек                         | The Midnight Man                              | Доктор Гудберри                            |                      |
| 2017 | Ночной мир                                 | Nightworld                                    | Джейкоб                                    |                      |
| 2017 | Кошмары в гримерке                         | Nightmares in the Makeup Chair                | в роли самого себя                         | документальный фильм |
| 2020 | В поисках тьмы. Часть 2                    | In Search of Darkness: Part II                | в роли самого себя                         | документальный фильм |
| 2021 | Отслойка                                   | Abruptio                                      | в роли самого себя                         | постпродакшн         |
| 2022 | Очень странные дела                        | Stranger Things                               | Виктор Крилл                               |                      |

### Телевидение
| Телевидение | Телевидение                                      | Телевидение                                             | Телевидение                 | Телевидение                                                       |
| Год         | Название                                         | В оригинале                                             | Обязанности                 | Примечания                                                        |
| ----------- | ------------------------------------------------ | ------------------------------------------------------- | --------------------------- | ----------------------------------------------------------------- |
| 1977        | Ребята Харди/Загадки Нэнси Дрю                   | The Hardy Boys/Nancy Drew Mysteries                     | Гар                         | эпизод «Mystery Of The Fallen Angels»                             |
| 1977        | Юный Джо: Забытый Кеннеди                        | Young Joe, The Forgotten Kennedy                        | Вилли                       | телевизионный фильм                                               |
| 1978        | Женщина-полицейский                              | Police Woman                                            | Джонас                      | эпизод «Sons»                                                     |
| 1978        | Отвага и страсть                                 | The Courage & The Passion                               | Сержант Белл                | телевизионный фильм                                               |
| 1979        | Испытания Патти Хёрст                            | The Ordeal Of Patty Hearst                              | Информатор                  | телевизионный фильм                                               |
| 1979        | Полицейская история: Зов правосудия              | Police Story: A Cry For Justice                         | Маляр                       | телевизионный фильм                                               |
| 1983        | Знак победы                                      | V                                                       | Вилли                       | мини-сериал                                                       |
| 1984        | Победа: Последняя битва                          | V: The Final Battle                                     | Вилли                       | мини-сериал                                                       |
| 1984—1985   | Знак победы                                      | V                                                       | Вилли                       | 19 эпизодов                                                       |
| 1985        | Голливудский бит                                 | Hollywood Beat                                          | Капитан Крестоносец         | пилотный эпизод                                                   |
| 1985        | Ночной суд                                       | Night Court                                             | Арнольд Преминджер          | эпизод «Dan’s Boss»                                               |
| 1985        | Охотник                                          | Hunter                                                  | Вон                         | эпизод «Million Dollar Misunderstanding»                          |
| 1986        | МакГайвер                                        | MacGyver                                                | Тим Вэкслер                 | эпизод «Flame’s End»                                              |
| 1986        | Рыцарь дорог                                     | Knight Rider                                            | Эдвард Кент                 | эпизод «Fright Knight»                                            |
| 1986        | Север и Юг, Книга 2                              | North & South, Book II                                  | Человек в пустыне           | 1 эпизод                                                          |
| 1986—1987   | Даунтаун                                         | Downtown                                                | Дэннис Шотоффер             | 14 эпизодов                                                       |
| 1987        | Недоверие                                        | Infidelity                                              | Скотт                       | телевизионный фильм                                               |
| 1988        | Политика по-американски                          | D.C. Follies                                            | Фредди Крюгер               | эпизод «Freddy Krueger’s Nightmare: Dan Quayle Elected President» |
| 1988—1990   | Кошмары Фредди                                   | Freddy’s Nightmares                                     | Фредди Крюгер               | 44 эпизода                                                        |
| 1992        | Кафе ночных кошмаров                             | Nightmare Cafe                                          | Блэки                       | 6 эпизодов                                                        |
| 1994        | Тайны Перри Мейсона: Дело о роковом образе жизни | A Perry Mason Mystery: The Case Of The Lethal Lifestyle | Питер Картрайт              | телевизионный фильм                                               |
| 1994        | Смертельный страх                                | Mortal                                                  | Доктор Ральф Уоннамейкер    | телевизионный фильм                                               |
| 1995        | Вавилон-5                                        | Babylon 5                                               | Иеремия                     | 1 эпизод «Уровень 17 не числится»                                 |
| 1995        | Легенда                                          | Legend                                                  | Мордехай / Уилли Майлз      | 1 эпизод                                                          |
| 1995        | Невысказанная правда                             | The Unspoken Truth                                      | Эрнест Трейнор              | телевизионный фильм                                               |
| 1996        | Крутой Уокер: правосудие по-техасски             | Walker, Texas Ranger                                    | Лайл Экерт                  | 1 эпизод                                                          |
| 1996        | Скользящие                                       | Sliders                                                 | Доктор Джеймс Элдон         | 1 эпизод                                                          |
| 1997        | Женаты… с детьми                                 | Married… With Children                                  | Люцифер                     | эпизод «Damn Bundys»                                              |
| 1999        | Шоу Джейми Фокса                                 | The Jamie Foxx Show                                     | Клайв                       | 1 эпизод                                                          |
| 1999        | Хьюлиз                                           | The Hughleys                                            | Злой Кровожадный Брайан     | 1 эпизод                                                          |
| 2000        | Питон                                            | Python                                                  | Доктор Энтон Рудольф        | телевизионный фильм                                               |
| 2001        | Комната кошмаров                                 | Nightmare Room                                          | Мистер Бэлл                 | 1 эпизод                                                          |
| 2001        | Зачарованные                                     | Charmed                                                 | Гэмел                       | 1 эпизод                                                          |
| 2003        | Я с ней                                          | I’m With Her                                            | Леонард Хэкман              | 1 эпизод                                                          |
| 2005        | Кошмар на улице Вязов: Настоящие кошмары         | A Nightmare on Elm Street: Real Nightmares              | Играет себя / Фредди Крюгер | 6 эпизодов                                                        |
| 2005        | Мастера ужасов                                   | Masters Of Horror                                       | MC; управляющий клубом      | серия «Танец мёртвых»                                             |
| 2007        | Чёрный рой                                       | Black Swarm                                             | Элай Гайлс                  | телевизионный фильм                                               |
| 2009        | Клиника страха                                   | Fear Clinic                                             | Доктор Андовер              | 1 сезон                                                           |
| 2010        | Кости                                            | Bones                                                   | Рей Багсли                  | 1 эпизод                                                          |
| 2010        | Чак                                              | Chuck                                                   | Доктор Стэнли Уилрайт       | 1 эпизод                                                          |
| 2010        | Сверхъестественное                               | Supernatural                                            | Доктор Роберт               | 1 эпизод                                                          |
| 2011        | Гавайи 5.0                                       | Hawaii Five-0                                           | Сэмюэл Ли                   | 1 эпизод                                                          |
| 2012        | Мыслить как преступник                           | Criminal Minds                                          | Детектив Гасснер            | 1 эпизод                                                          |
| 2012        | Озеро страха 4: Последняя глава                  | Lake Placid: The Final Chapter                          | Джим Байкерман              | телевизионный фильм                                               |
| 2013        | Трудоголики                                      | Workaholics                                             | Доктор Теламерикорп / Джош  | 1 эпизод                                                          |
| 2015        | Адская кухня                                     | Hell’s Kitchen                                          | в роли самого себя          | 1 эпизод                                                          |
| 2015        | Озеро страха: Анаконда                           | Lake Placid vs. Anaconda                                | охотник Джим Бикерман       | телефильм                                                         |
| 2018        | Голдберги                                        | The Goldbergs                                           | Фредди Крюгер               | 1 эпизод                                                          |
| 2020        | Истинный ужас с Робертом Инглундом               | True Terror with Robert Englund                         | в роли самого себя          | 1 сезон                                                           |
| 2020        | Сказки Дж. Дж. Виллара                           | True Terror with Robert Englund                         | в роли самого себя          | 1 эпизод                                                          |
| 2022        | Очень странные дела                              | Stranger Things                                         | Виктор Крил                 | 4 сезон                                                           |

### Озвучивание
| Телевидение | Телевидение                                     | Телевидение                            | Телевидение                | Телевидение     |
| Год         | Название                                        | В оригинале                            | Роль                       | Примечания      |
| ----------- | ----------------------------------------------- | -------------------------------------- | -------------------------- | --------------- |
| 1998        | Симпсоны                                        | The Simpsons                           | Фредди Крюгер              | 1 эпизод        |
| 2002—2005   | Лига справедливости                             | Justice League                         | Феликс Фауст               | 3 эпизода       |
| 2004        | Н. К. С. О. Непобедимая команда Супер-Обезьянок | Super Robot Monkey Team Hyperforce Go! | Рингмастер                 | 1 эпизод        |
| 2005—2007   | Бэтмен                                          | The Batman                             | Загадочник / Эдвард Энигма | 3 эпизода       |
| 2008—2009   | Новые приключения Человека-паука                | The Spectacular Spider-Man             | Эдриан Тумс / Стервятник   | 5 эпизодов      |
| 2009        | Супергеройский отряд                            | The Super Hero Squad Show              | Дормамму                   | 1 эпизод        |
| 2011        | Легион супергеров Марвел                        | Marvel Super Hero Squad Online         | Дормамму                   | игра            |
| 2012        | Обычный мультик                                 | Regular Show                           | Стэгман / Анти-Попс        | 8 эпизодов      |
| 2012        | Зелёный фонарь                                  | Green Lantern: The Animated Series     | Миглум                     | 1 эпизод        |
| 2014        | Черепашки-ниндзя                                | Teenage Mutant Ninja Turtles           | Приснившиеся бобры         | эпизод «Во сне» |
| 2015        | Халк и агенты У.Д.А.Р.                          | Hulk and the Agents of S.M.A.S.H.      | Плутон                     | 1 эпизод        |

### Режиссёр
| 1988 | Телефон дьявола   | 976-EVIL   |
| 2008 | Убийственная хата | Killer Pad |